# Brachycentrotus hirsutus
Brachycentrotus hirsutus är en insektsart som beskrevs av Metcalf och Bruner. Brachycentrotus hirsutus ingår i släktet Brachycentrotus och familjen hornstritar. Inga underarter finns listade i Catalogue of Life.